# Nudo suevo

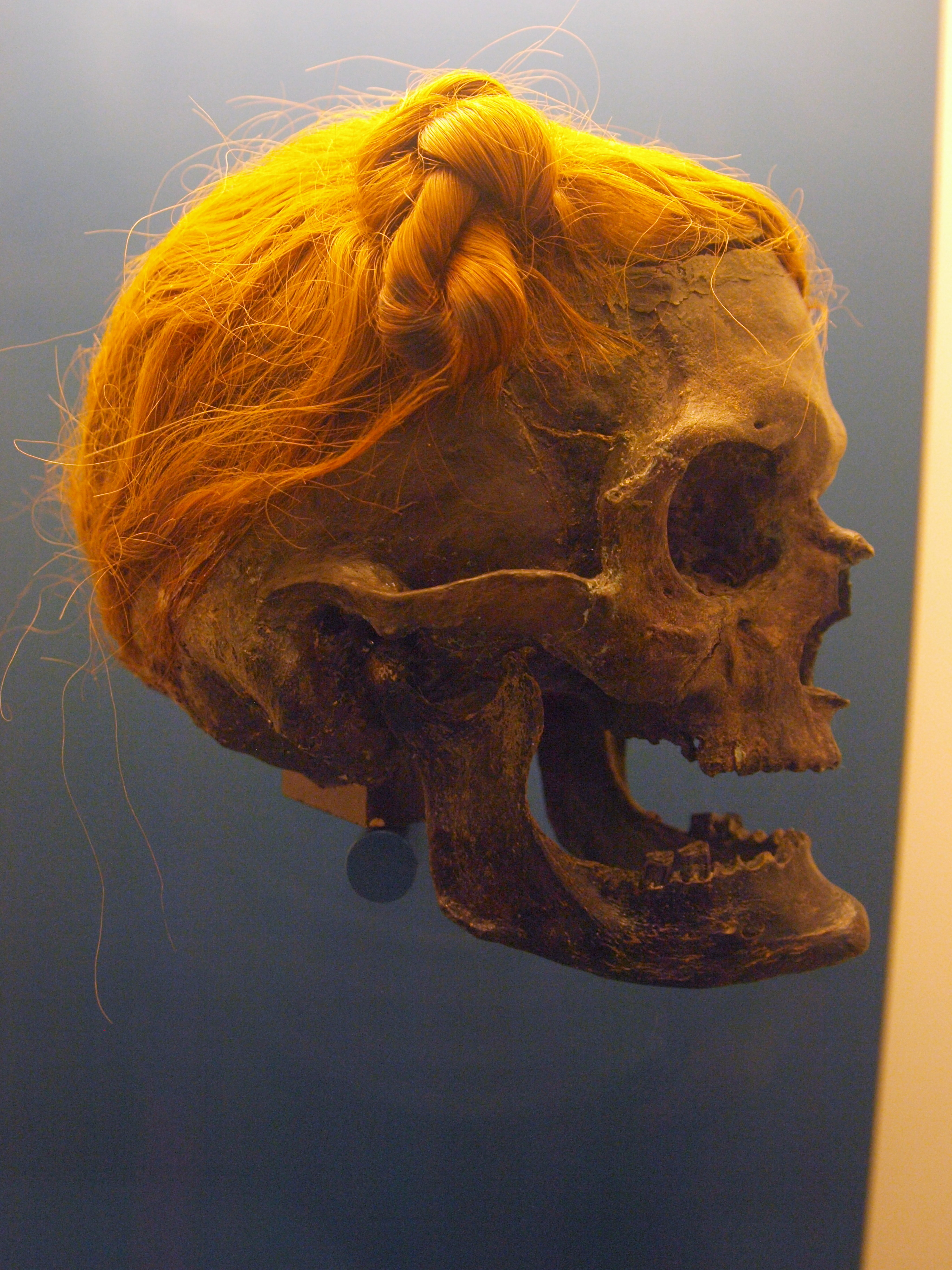
El hombre de Osterby con el nudo suevo.

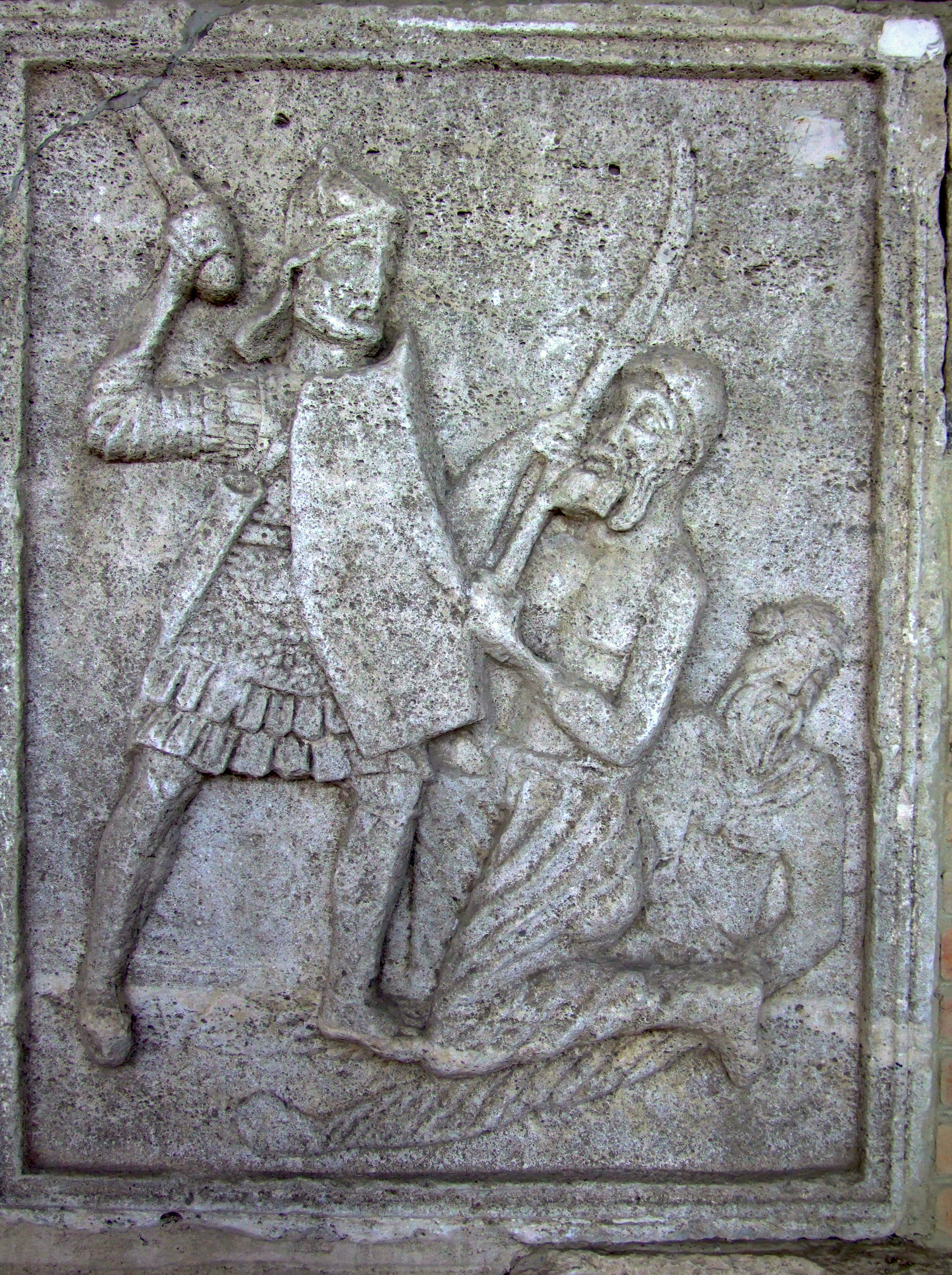
Escena bélica del Tropaeum Traiani: un legionario romano combatiendo con un guerrero dacio, mientras un guerrero burio, que lleva nudo suevo, está herido en el suelo.

El nudo suevo (Alemán: Suebenknoten) es un peinado histórico masculino asociado a la tribu germánica de los suevos. El nudo ha sido identificado en la obra de Tácito, Germania. Así como en iconografía mostrando a germanos y en momias del pantano.

## Germania
Según Tácito en su obra 'Germania', los guerreros suevos se peinaban el pelo hacia atrás o de lado y se lo anudaban, supuestamente con el propósito de parecer más altos y más imponentes en el campo de batalla. Tácito también menciona que la moda se extendió entre jóvenes guerreros de las tribus germánicas colindantes, mientras que entre los suevos, el nudo era llevado por hombres de avanzada edad como símbolo de estatus, el cual 'distingue al hombre libre del esclavo', siendo los nudos más elaborados llevados por los nobles más ricos.

## Arqueología
Los nudos suevos se han encontrado en algunas momias del pantano:
- El hombre de Osterby, encontrado en Osterby, en el distrito de Rendsburg-Eckernförde, en Schleswig-Holstein, Alemania.
- El hombre de Dätgen, encontrado en Dätgen,cerca de Rendsburg-Eckernförde, en Schleswig-Holstein, Alemania.

## Iconografía
Iconografía histórica sobre el nudo se encuentra en la Columna de Trajano, en el Caldero de Musov, en el Tropaeum Traiani y en una escultura de bronce de un germano arrodillado en la Biblioteca nacional de Francia.
En el 2000 en Czarnowko, cerca de Lebork, en Polonia, se encontró una tetera de bronce con hombres llevando el peinado del nudo suevo.

## Galería

Nudo suevo en el escudo de Osterby.
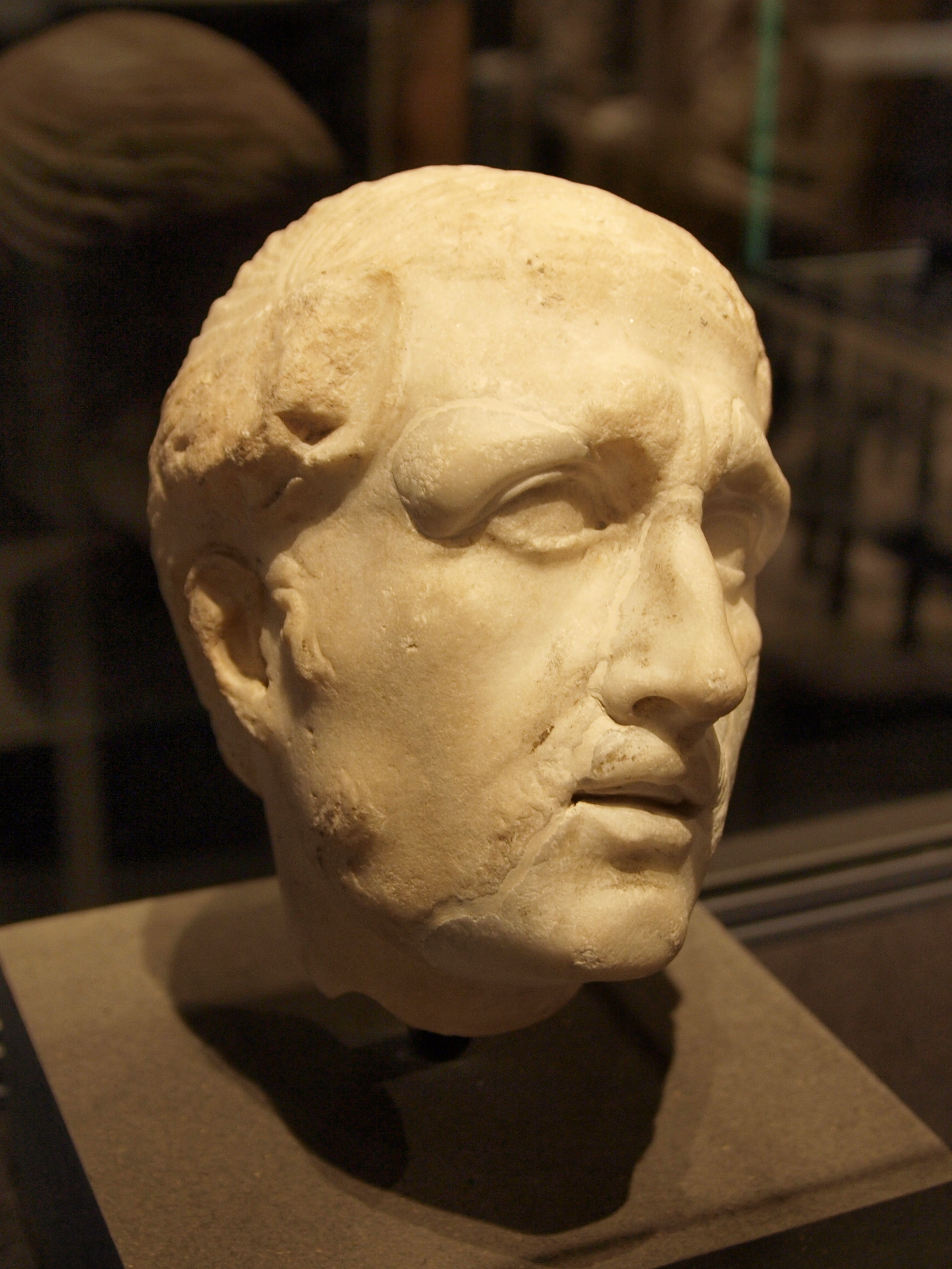
Cabeza de mármol de Somzée, Bélgica.
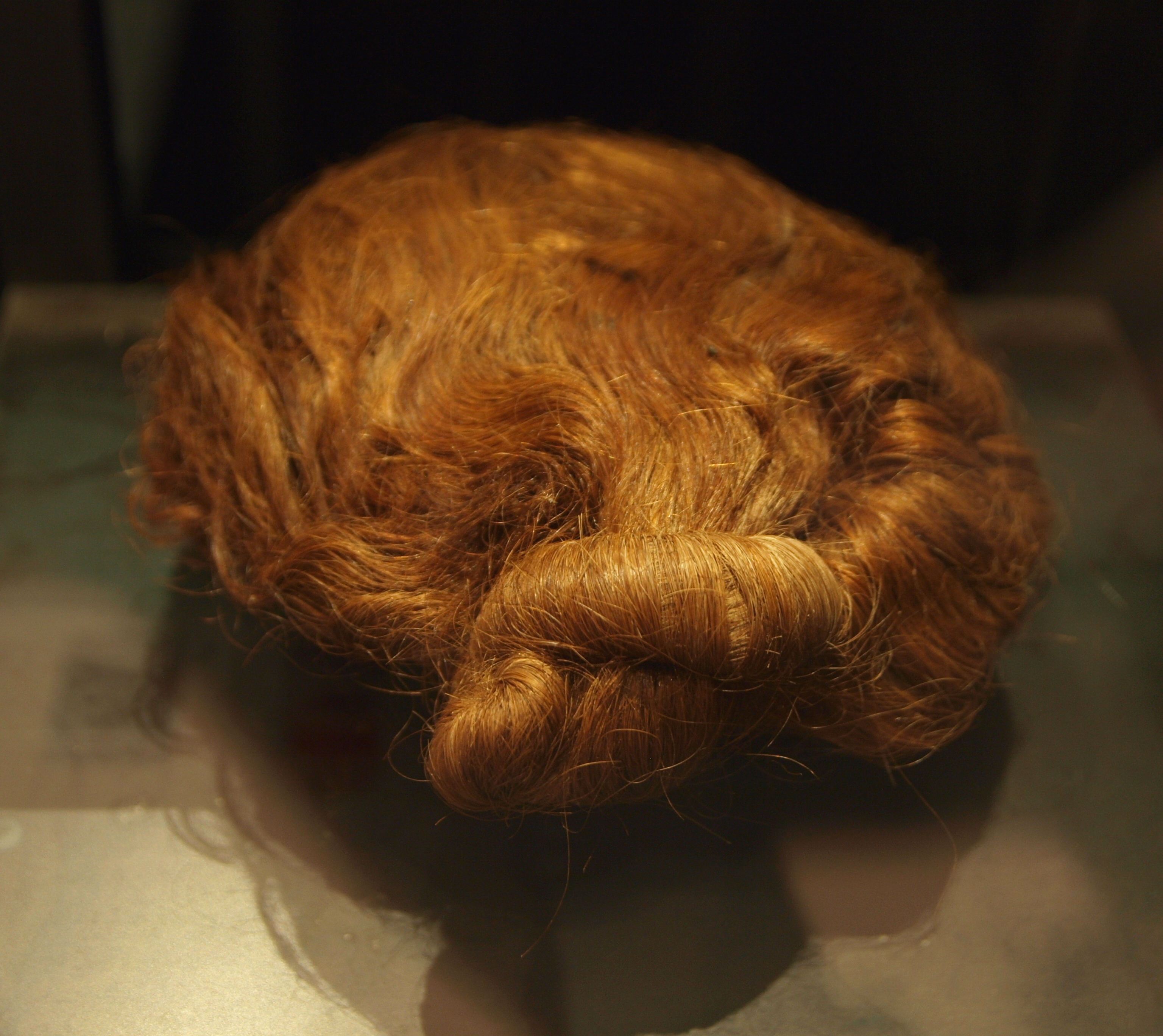
Pelo del hombre de Dätgen (Alemania).
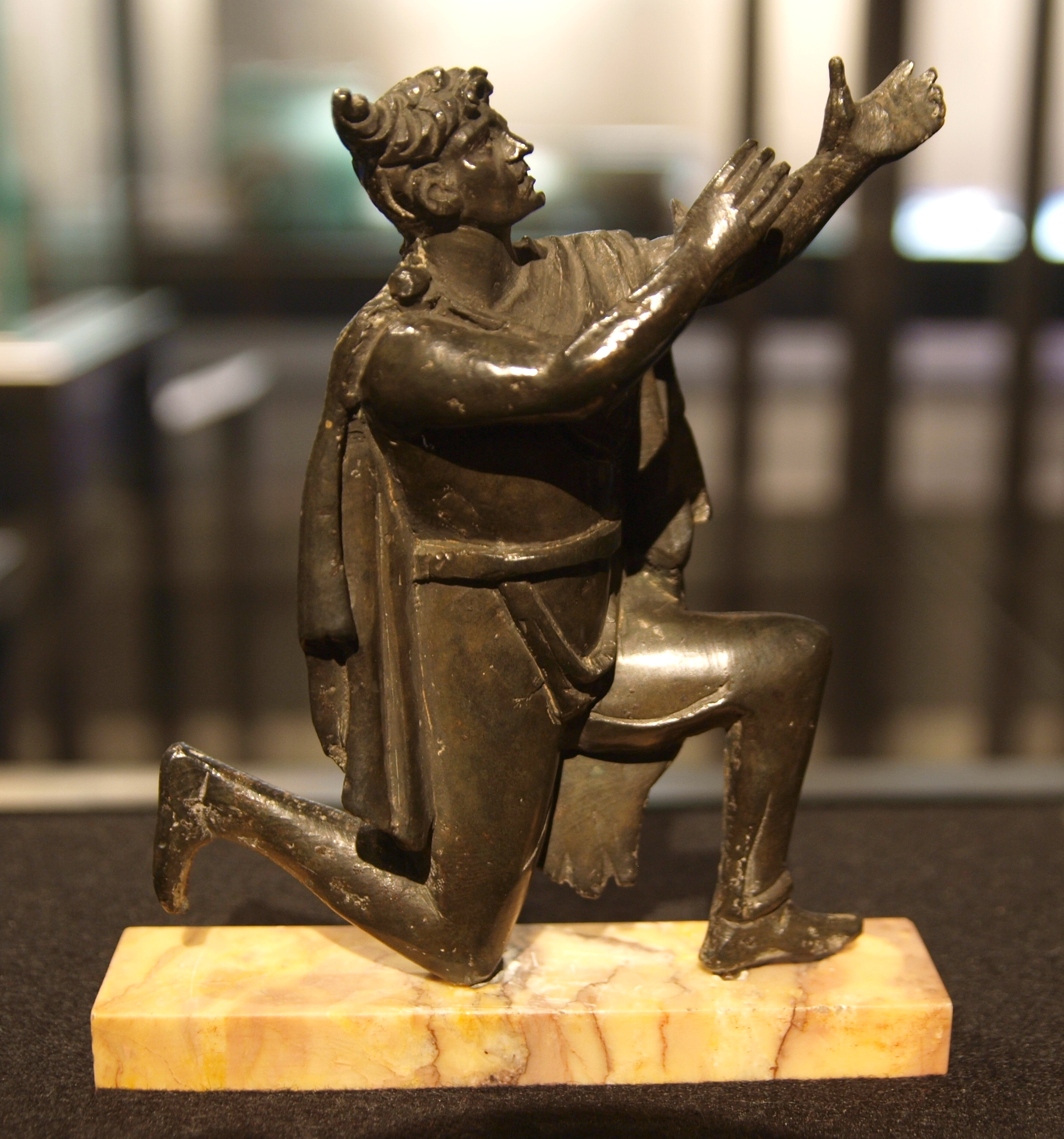
Figura de bronce romana mostrando un germano arrodillado con el nudo suevo en la Biblioteca nacional de Francia.
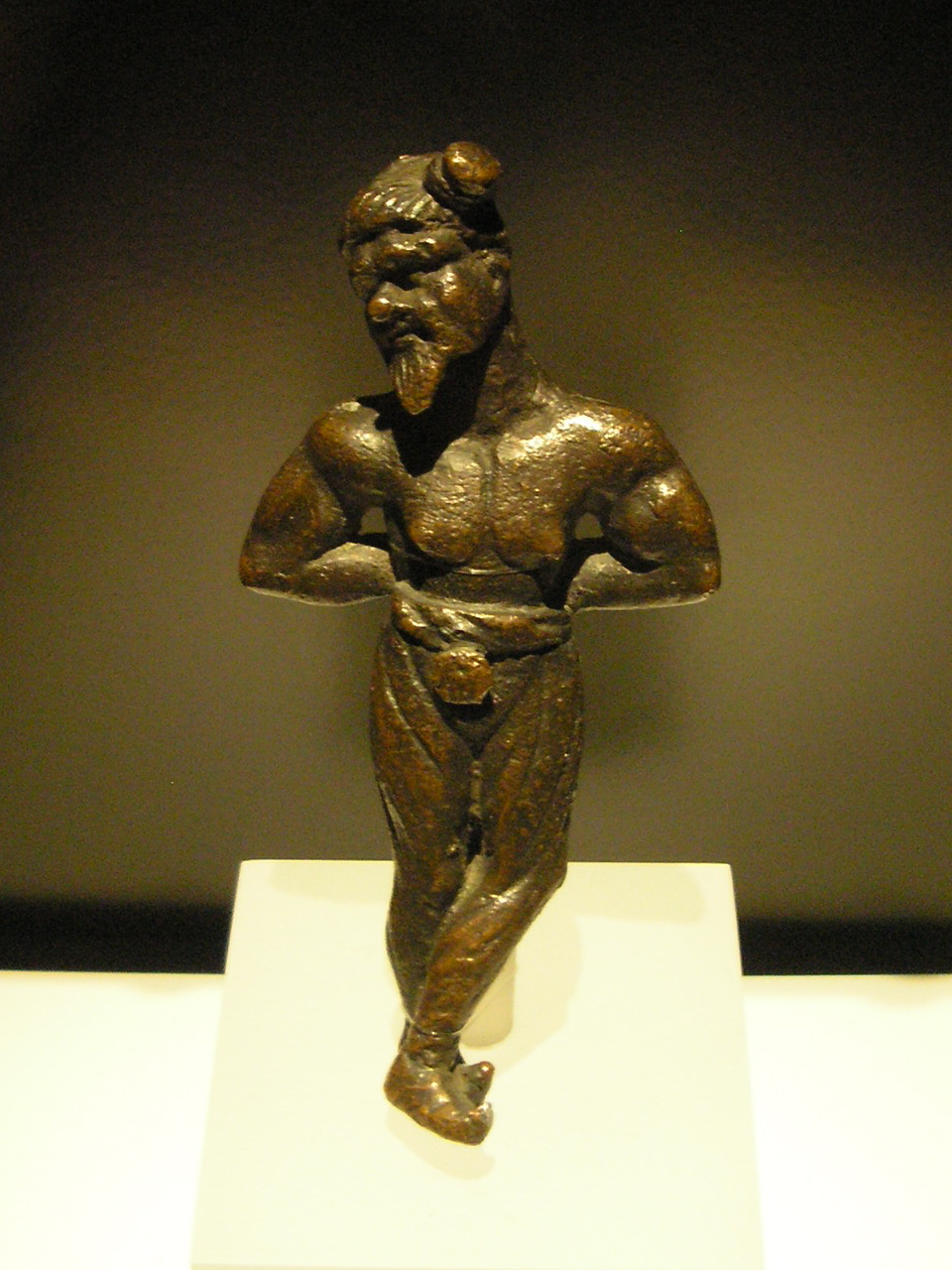
Germano en el museo de Viena.
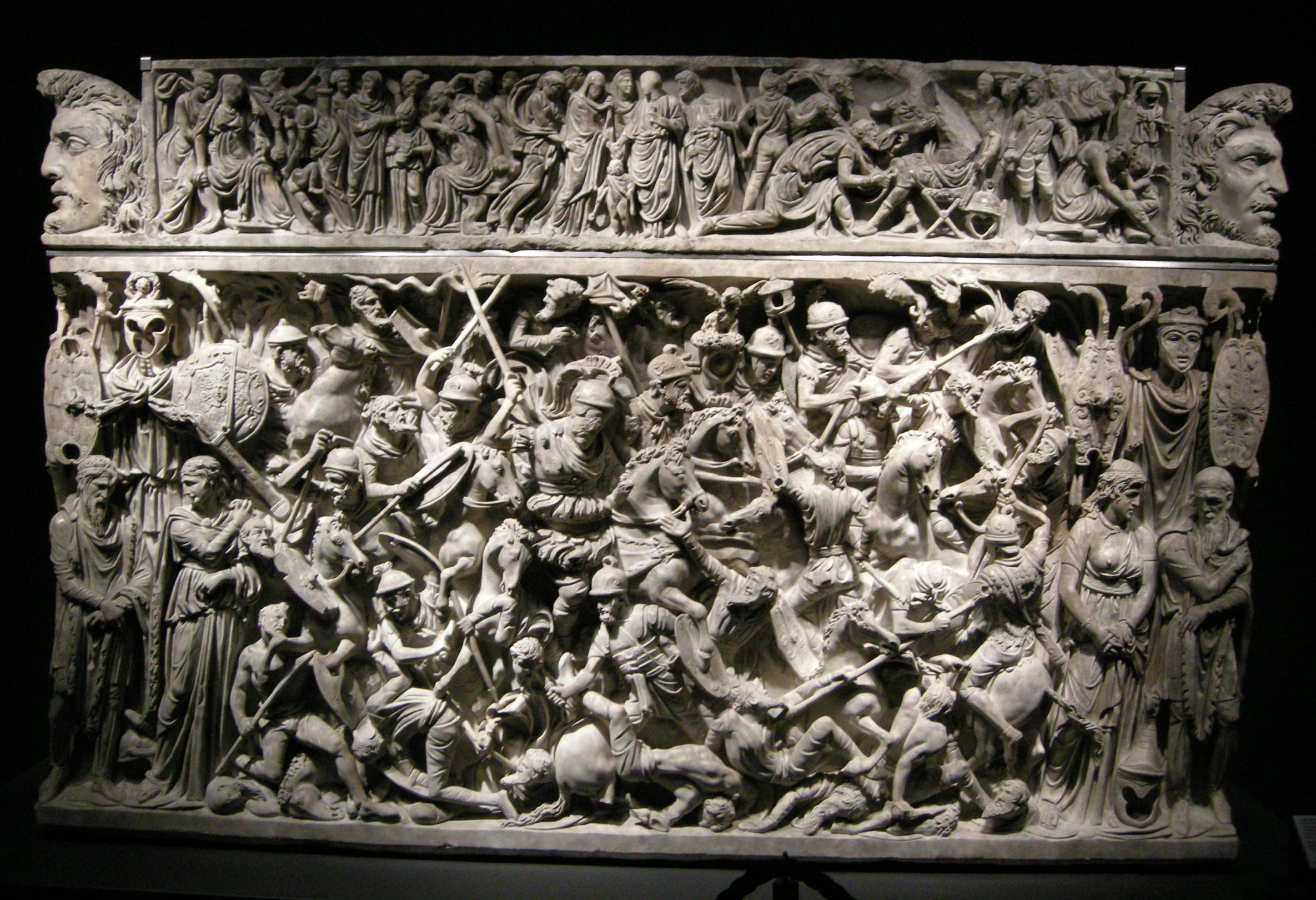
Sarcófago Portonaccio (Hombre en la esquina inferior derecha)
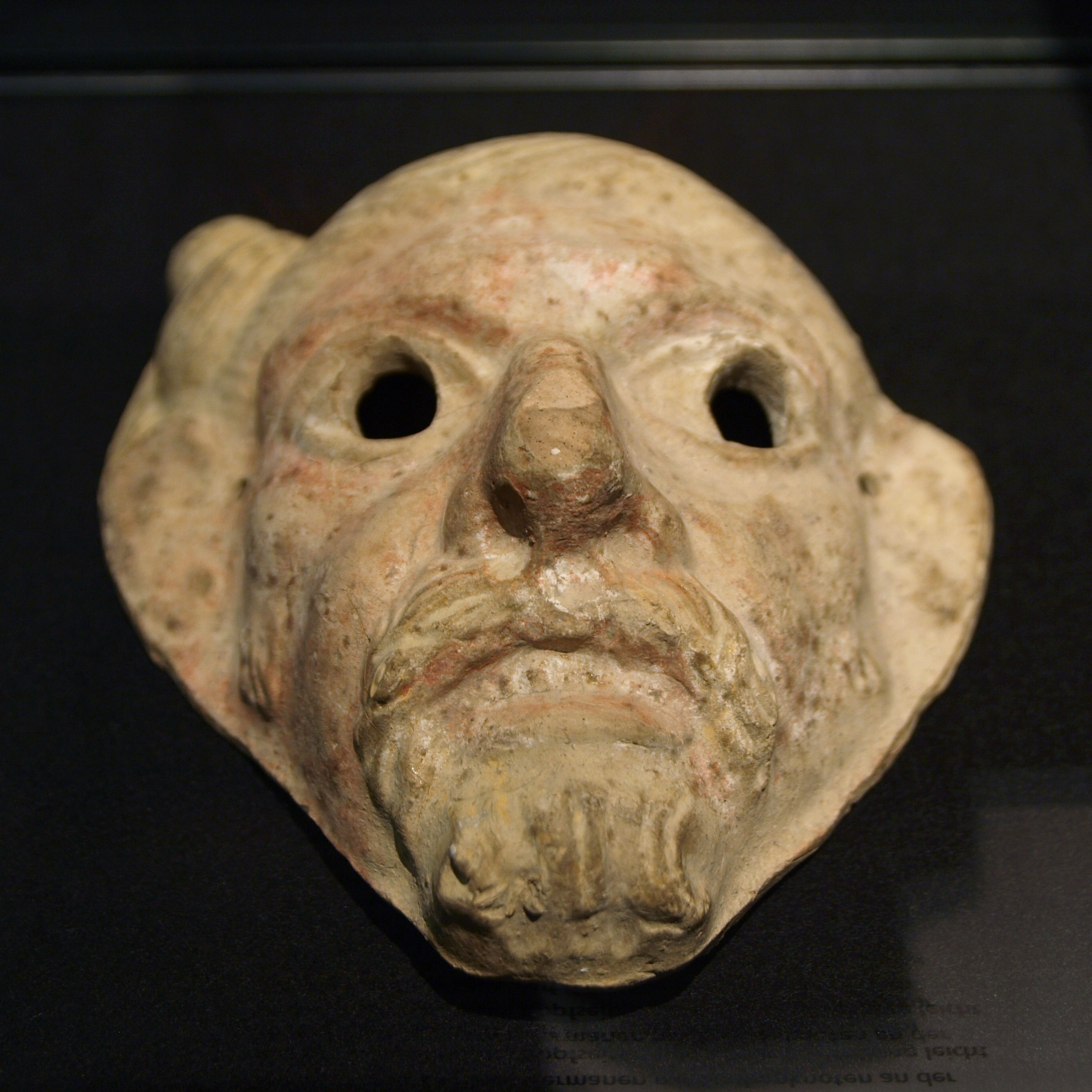
Máscara de terracota en el Museo británico
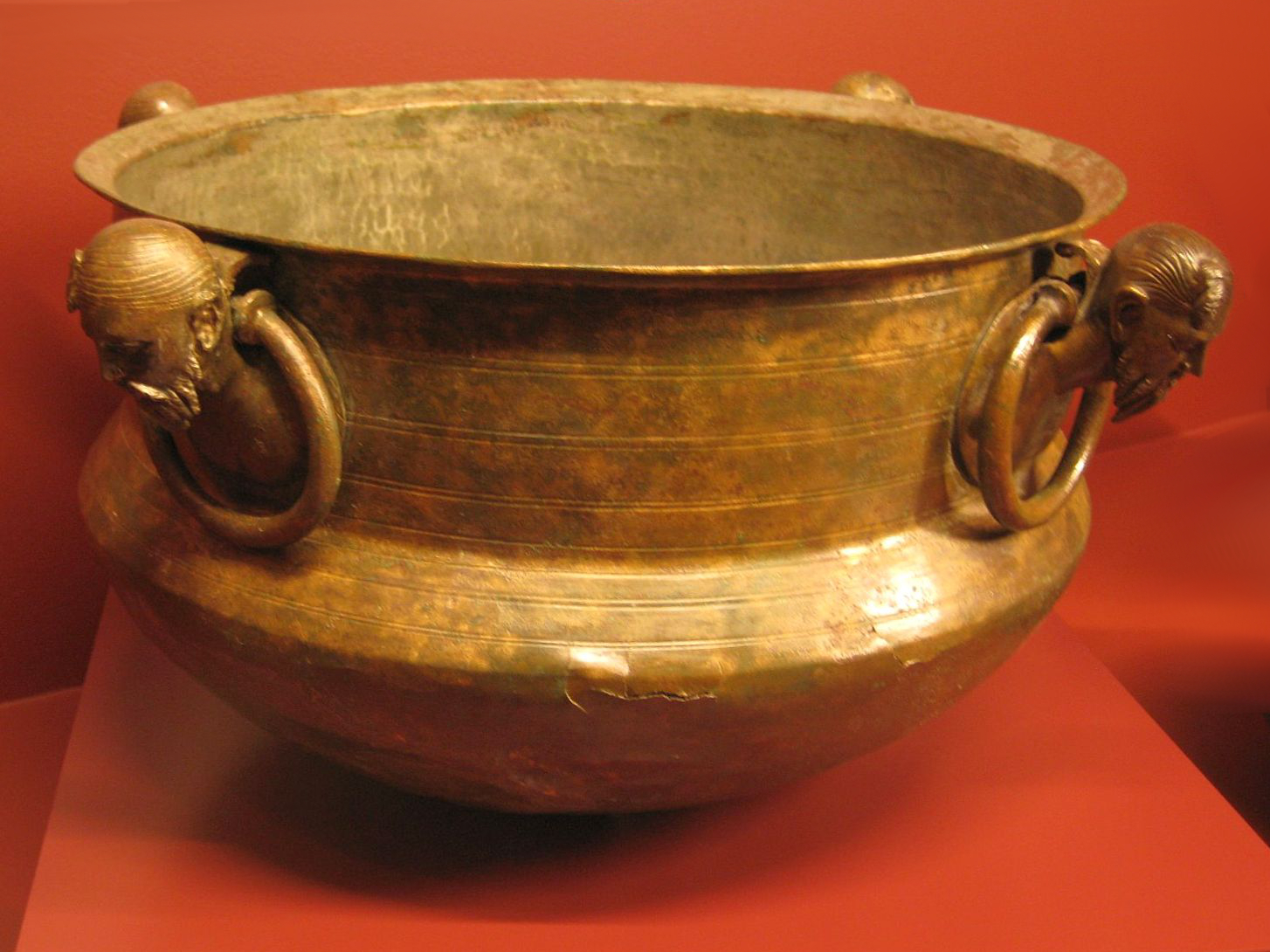
Caldero de Musov.